# Samoczynne wyłączanie zasilania
Samoczynne wyłączanie zasilania (s.w.z.) – samoczynne wyłączenie zasilania przewodu liniowego obwodu lub urządzenia w wymaganym czasie w przypadku zwarcia pomiędzy przewodem liniowym a częścią przewodzącą dostępną lub przewodem ochronnym w obwodzie.
Jest środkiem ochrony zalecanym do stosowania w każdej instalacji, gdzie pracują urządzenia lub istnieje możliwość podłączenia urządzeń w I klasie ochronności, a nie ma przeciwwskazań, np. z uwagi na ciągłość zasilania. Stosowanie s.w.z. nie wyklucza użytkowania urządzeń w II lub III klasie ochronności i/lub zastosowania innych środków ochrony przy uszkodzeniu jak separowanie lub izolowanie stanowiska.

## Samoczynne wyłączenie zasilania w układzie TN
W instalacji elektrycznej, która jest wykonana w układzie TN wszystkie części przewodzące dostępne tej instalacji powinny być połączone do uziemionego punktu sieci zasilającej za pomocą przewodów ochronnych. Uziemionym punktem sieci zasilającej powinien być punkt neutralny transformatora zasilającego, lub gdy nie jest to możliwe uziemiony powinien być przewód liniowy. Ponadto zaleca się uziemiane przewodu ochronnego w dodatkowych punktach instalacji i stosowanie połączeń wyrównawczych. Ma to na celu obniżenie potencjału przewodów ochronny do potencjału ziemi.
W takiej sieci warunek samoczynnego wyłączenia zasilania jest spełniony, gdy jest spełniona następująca nierówność:
{\displaystyle Z_{s}\cdot I_{a}\leqslant U_{o}}
gdzie:
{\displaystyle Z_{s}} - impedancja pętli zwarcia;
{\displaystyle I_{a}} – natężenie prądu powodujące samoczynne zadziałanie urządzenia wyłączającego w określonym czasie. W przypadku stosowania urządzenia różnicowoprądowego to natężenie prądu jest różnicowym prądem zadziałania zapewniającym wyłączenie w określonym czasie;
{\displaystyle U_{o}} - napięcie znamionowe przewodu liniowego względem ziemi.

## Maksymalny czas samoczynnego wyłączenia zasilania
Wymagane czasy samoczynnego wyłączenia zasilania w zależności od układu sieci, napięcia znamionowego prądu przemiennego lub prądu stałego przedstawiono w tabeli poniżej. Odnosi się on do obwodów końcowych o prądzie nieprzekraczającym:
- 63A – dla obwodów, w których znajduje się przynajmniej jedno gniazdo wtykowe;
- 32A – dla obwodów, w których zasilane urządzenia są podłączone na stałe.

| Układ sieci | 50V < Uo ≤ 120V | 120V < Uo ≤ 230V | 120V < Uo ≤ 230V | 230V <Uo ≤ 400V | 230V <Uo ≤ 400V | Uo > 400V | Uo > 400V |
| ----------- | --------------- | ---------------- | ---------------- | --------------- | --------------- | --------- | --------- |
|             | AC              | AC               | DC               | AC              | DC              | AC        | DC        |
| TN          | 0,8 s           | 0,4 s            | 1 s              | 0,2 s           | 0,4 s           | 0,1 s     | 0,1 s     |
| TT          | 0,3 s           | 0,2 s            | 0,4 s            | 0,07 s          | 0,2 s           | 0,04 s    | 0,1 s     |